# Voo China Southwest Airlines 4509
O Voo China Southwest Airlines 4509 (SZ4509) foi um voo doméstico na China do Aeroporto Internacional de Chengdu Shuangliu, Sichuan para o Aeroporto de Wenzhou Yongqiang, Zhejiang, Em 24 de Fevereiro de 1999, o Tupolev Tu-154M que operava o voo caiu ao aproximar-se do Aeroporto de Wenzhou, matando todos os 61 passageiros e membros da tripulação a bordo.

## Aeronave e Tripulação
A aeronave era Tupolev Tu-154M (número de série 90A-846, série 0846) construído em 1990 e equipado com três motores Soloviev D-30 turbofan da UEC Saturn. Foi inicialmente registado na União Soviética como CCCP-85846. Foi entregue à Administração da Aviação Civil da China (CAAC) em Abril do mesmo ano, e foi registado como B-2622.
A tripulação de voo era constituída pelo capitão Yao Fuchen (chinês: 姚福臣), primeiro oficial Xue Mao (薛冒), navegador Lan Zhangfeng (郎占锋), e engenheiro de voo Guo Shuming (郭树铭). Havia também sete comissários de bordo a bordo

## Acidente
Em 24 de Fevereiro de 1999, a tripulação estava a preparar o avião para aterrar no Aeroporto de Wenzhou. Os flaps foram estendidos a 1.000 metros (3.300 pés), mas segundos depois, o nariz da aeronave baixou abruptamente, a aeronave desintegrou-se em pleno ar e embateu numa área de terreno elevado, e explodiu. Testemunhas viram o nariz do avião mergulhar no solo a partir de uma altitude de 700 metros (2.300 pés) e explodir. Todas as 61 pessoas a bordo foram mortas.

## Causa
Haviam sido instaladas porcas de bloqueio automático incorretas no sistema operacional do elevador, que as equipes de manutenção não notaram. Essas rodaram durante o voo, deixando o elevador incontrolável. Isso desativou os controles de inclinação da aeronave, provocando o acidente.

## Consequências
Com este acidente e com o acidente do Voo China Northwest Airlines 2303 anos anteriormente, levou ao governo chinês aposentarem todos os TU-154 em serviço na China.